# A Good Friend of Mr. World
A Good Friend of Mr. World är en svensk kortfilm från 2009 i regi av Axel Petersén. I rollerna ses bland andra Jonas Tingström, Peter Sjöström och Nabli Abdel Kader.

## Handling
Filmen skildrar ett nät av män i Stockholm, London och Röda havet som på olika sätt är kopplade till Mr. World.

## Medverkande
- Jonas Tingström
- Peter Sjöström
- Nabli Abdel Kader
- Marcus Engelsson
- A.J. Trenear
- Zuzannah Lindekrans
- Johan Nilsson

## Om filmen
Filmen producerades av Love Svensson och Jörgen Andersson och spelades in med Petersén och Måns Månsson som fotografer efter ett manus av Petersén. Filmen premiärvisades den 24 januari på Göteborgs filmfestival och visades senare samma år på Uppsala kortfilmsfestival. 2010 nominerades filmen till en Guldbagge i kategorin Bästa kortfilm.